# William Miles Maskell
Pour les articles homonymes, voir Maskell.
William Miles Maskell est un entomologiste et phycologue néo-zélandais d’origine britannique, né le 5 octobre 1839 à Mapperton dans le Dorset et mort le 1er mai 1898 à Wellington.

## Biographie
Maskell fait ses études à l’école catholique de St. Mary à Oscott, près de Birmingham. Il complète ses études à Paris. Il passe plusieurs années dans l’armée britannique avant de partir en Nouvelle-Zélande en 1860 et s’installe à Lyttelton. Il commence à travailler dans des élevages de moutons jusqu’à ce que son expérience soit suffisante pour se mettre à son compte dans le district de Marlborough. En 1864, il retourne dans la région de Canterbury où il s’occupe d’une ferme durant huit ans.
En 1866, il est élu au conseil de la province de Canterbury où il siège jusqu’en 1876. En 1874, il est employé comme secrétaire à la nouvelle université de Nouvelle-Zélande. Marié deux fois (1874 et 1883), il n’a aucun enfant.
Autodidacte, il s’intéresse depuis longtemps aux questions scientifiques. Ses principales contributions concernent l’entomologie et particulièrement les cochenilles. Pionnier dans l’étude de cette faune de Nouvelle-Zélande comme des régions du Pacifique et de l’Asie, il décrit de nombreuses espèces, plus de 330, certaines ayant, depuis leur diffusion accidentelle dans le monde, une grande importance économique. Il s’intéresse à la lutte contre les insectes et prête assistance à Albert Koebele (1853-1924) lorsque celui-ci vient dans la région pour étudier les insectes utiles dans le cadre de la lutte biologique.
Ses collections de Coccidae, de Psyllidae et d’Aleurodidae sont conservées à l’université Victoria de Wellington. Son livre An account of the insects noxious to agriculture and plants in New Zealand devient un ouvrage de référence.

## Liste partielle des publications
- 1887 : An account of the insects noxious to agriculture and plants in New Zealand (State Forests and Agricultural Dept., Wellington) : 116 p. + 23 pl. — Exemplaire numérique consultable librement sur Archive.org